# Geitau (Bayrischzell)
Geitau ist ein Gemeindeteil der Gemeinde Bayrischzell im oberbayerischen Landkreis Miesbach.

## Geografie
Das Dorf liegt im Tal der Leitzach etwa vier Kilometer nordwestlich von Bayrischzell.
Durch Geitau fließt der Kloograben.

## Verkehr

### Straßenverkehr
Die Bundesstraße 307 (Deutsche Alpenstraße) führt durch Geitau.

### Schienenverkehr
An der Haltestelle Geitau hält die RB 55 (München-Bayrischzell, Abschnitt Schliersee-Bayrischzell), die von der Bayerischen Regiobahn (BRB) betrieben wird.